# Manuel Graça Dias
Manuel Carlos Sanches da Graça Dias ComIH  (Lisboa, 11 de abril de 1953 – Lisboa, 24 de março de 2019) foi um arquiteto português, formado na ESBAL em 1977, iniciando a sua atividade profissional no ano seguinte, enquanto colaborador do arquiteto Manuel Vicente, em Macau.
Leccionou na Faculdade de Arquitetura da Universidade Técnica de Lisboa (1985-1996), na Faculdade de Arquitetura da Universidade do Porto (1997-2019) - onde se doutorou em 2009 com a tese "Depois da cidade viária" -, e era professor no Departamento de Arquitetura da Universidade Autónoma de Lisboa desde 1998, que também dirigiu em 2000 e 2004.
Em 1979, recuperou, em associação com António Marques Miguel e António de Campos Barbosa Magalhães, uma casa em Lisboa (Edifício na Rua da Senhora do Monte, nº46) que recebe a Menção honrosa do Prémios Valmor e Municipal de Arquitetura 1983.
Obteve o primeiro lugar no concurso para o pavilhão Português na Expo'92, em Sevilha, em 1989, em associação com Egas José Vieira.
Em 1990, fundou o ateliê Contemporânea, em Lisboa, com Egas José Vieira. Ambos propuseram uma abordagem aberta ao edifício do Teatro Luís de Camões, inaugurado em 1880 e que a Câmara de Lisboa reabriu, renovado, no dia 1 de junho de 2018, com a designação de LU.CA, especialmente direcionado para a programação infanto-juvenil. Atribuído em 2024, foi vencedor do prémio Valmor e Municipal de Arquitetura 2018.
Já em 1991, também em colaboração com Egas José Vieira, vence o concurso para a construção da nova sede da Ordem dos Arquitetos Portugueses, nos chamados Banhos de São Paulo, em Lisboa.
Celebrizou-se como escritor de diversos artigos de crítica e divulgação de arquitetura em jornais e revistas da especialidade, desde 1978.
Também colaborou em vários programas sobre arquitetura na rádio e na televisão.
A 30 de janeiro de 2006, foi agraciado com o grau de Comendador da Ordem do Infante D. Henrique.
Morreu a 24 de março de 2019, aos 65 anos de idade, no Hospital da CUF, em Lisboa, vítima de cancro no pâncreas.

## Autor das Obras
- 1985 a 1989 - Golfinho, habitação e comércio, Chaves
- 1985 a 1994 - Restaurante Casanostra, Lisboa
- 1988 Ana Salazar, loja na Rua do Carmo, Lisboa
- 1989 a 1992 - Pavilhão de Portugal na Expo'92, Sevilha
- 1991 a 1994 - Sede da Ordem dos Arquitetos Portugueses (antiga Associação dos Arquitectos Portugueses) Banhos de São Paulo, Lisboa
- 1992 - Nova ala da Assembleia da República, Lisboa
- 1992 - Ponte comercial para peões e torre de escritórios na Avenida da Liberdade, Lisboa
- 1992 a 1994 - Casa no Penedo, em Sintra
- 1994 a 1998 - Porta sul da Expo'98, Lisboa
- 1996 Universidade Egas Moniz no Monte da Caparica, Almada
- 1998 a 2000 - Pizzeria Casanova, Lisboa
- 1998 a 2003 - Sete edifícios de habitação no Salgueiral Sul, Guimarães
- 1998 a 2004 - Teatro Municipal de Almada, Almada
- 1998 - Casa do Guarda, Apartamento do pintor Julião Sarmento
- 1998 - Edifício de habitação e comércio Atlantic Plaza, Costa de Caparica
- 1999 - Passadiço Santo Amaro, Lisboa
- 1999 Sede do Expresso/Sojornal na rotunda da Bela Vista, Lisboa
- 1999 - Reconversão urbana do estaleiro da Margueira, Almada
- 2000 a 2003 - VerdePerto, galeria e cafetaria, Lisboa
- 2002 a 2006  Casa Ana Vidigal, Lisboa
- 2003 - O arco e a boulevard, Coimbra
- 2004 - Centro cívico, residencial e social e requalificação urbana do Planalto do Ingote, Coimbra
- 2004 - Museu da oliveira e do azeite, Mirandela
- 2004 - Plano de pormenor da aldeia da Estrela, Alqueva, Moura
- 2004 a 2008 - Escola de Música, Artes e Ofícios de Chaves, Chaves
- 2005 - Habitação e comércio no Gaveto Casal Ribeiro/Actor Taborda, Lisboa
- 2005  a 2007 - Bom Sucesso (Fase II e III), moradias unifamiliares isoladas, Óbidos
- 2006 a 2008 - Incubadora de Empresas, Vila Verde, Braga
- 2008 - Casa em Anelhe, Vidago
- 2018 - Reconstrução do antigo Teatro Luís de Camões LU.CA, Lisboa - Prémio Valmor 2018, atribuído em 2024[2]

## Livros
- Ao Volante Pela Cidade;
- O Homem que Gostava de Cidades
- Manual das Cidades